# Alı Mustafayev
Alı Mustafayev (eingedeutscht Aly Mustafajew; * 14. April 1952 im Dorf Qazaxbəyli, Provinz Qazax, Aserbaidschanische Sozialistische Sowjetrepublik, UdSSR; † 20. November 1991 im Dorf Qarakənd, Rayon Martuni/Xocavənd, Republik Aserbaidschan) war ein aserbaidschanischer Journalist und Nationalheld Aserbaidschans.

## Werdegang
Mustafayev schloss 1969 eine allgemeinbildende Mittelschule im Dorf Daş Salahlı (Dasch Salahli) der Provinz Qazax ab. Von 1971 bis 1973 leistete er seinen Wehrdienst in der Roten Armee. 1981 absolvierte er die journalistische Fakultät der Staatlichen Universität Aserbaidschan (heute Staatliche Universität Baku).
Mustafayev arbeitete zehn Jahre lang im Staatlichen Komitee für Fernsehen und Hörfunk von Aserbaidschan (der heutige Sender AzTV). Im Januar 1990 dokumentierte er mit seiner Kamera die gewaltsame Niederschlagung der aserbaidschanischen Unabhängigkeitsbewegung durch sowjetische Armee in Baku.

## Ermordung
Mit der Zuspitzung armenisch-aserbaidschanischer Zusammenstöße ab Ende der 1980er Jahre reiste Mustafayev öfter in das Konfliktgebiet Bergkarabach und berichtete dort von den Geschehnissen. Am 20. November 1991 begab er sich gemeinsam mit hochrangigen aserbaidschanischen, russischen und kasachischen Staatsbeamten sowie mit drei weiteren Journalisten mit einem Hubschrauber von Ağdam in die Stadt Martuni (aserbaidschanisch Xocavənd) im Osten der Unruheregion Bergkarabach, um sich ein Bild über die angespannte Lage zu verschaffen. Unweit des Dorfes Berdaschen/Qarakənd (rund 3 Kilometer vom Stadtzentrum entfernt) geriet die Flugmaschine plötzlich unter Beschuss der armenischen Kämpfer, die den Helikopter mit einer ZSU-23-4-Selbstfahrlafette und einem 2K12-Kub-Flugabwehrraketensystem abschossen. Alle 22 Insassen, darunter Mustafayev, verloren dabei ihr Leben.

## Andenken
Mustafayev wurde auf der Ehrenhalle von Baku, genannt Fəxri Xiyaban, beigesetzt. Per Dekret des Präsidenten Aserbaidschans vom 6. November 1992 wurde Mustafayev posthum der Titel des Nationalhelden Aserbaidschans verliehen.
Eine Straße und die Schule Nr. 202 in Baku tragen den Namen von Mustafayev.